# Santo Inácio do Piauí
Santo Inácio do Piauí é um município brasileiro do estado do Piauí.
Localiza-se a uma latitude 07º25'47" sul e a uma longitude 41º54'39" oeste, estando a uma altitude de 210 metros. Sua população estimada em 2004 era de 3.523 habitantes. Possui uma área de 875,96 km².

## História
Os primeiros donos das terras de Santo Inácio foram os jesuítas. Ainda hoje existem marcas da presença dos religiosos naquela cidade, localizada em meia a caatinga. Entre elas a Casa Grande e o Banheiro dos Padres, (em um olho d′água). Havia ainda uma capela que foi destruída em 1945. Depois dos jesuítas o governo instalou ali uma fazenda nacional. Quando a fazenda foi fechada as terras passaram a pertencer ao Estado.
Havia muitos carnaubais que passaram a ser explorados. Também no lugar havia extração da borracha da maniçoba. Aos poucos, exploradores de várias regiões começaram a instalar-se no lugar formando o povoado Brejo de Santo Inácio. Também foi instalado uma feira livre que logo ganhou fama. Daí em diante foi rápido o desenvolvimento do povoado. Sua emancipação, porém, só chegou em 1963.

## Informações gerais

### Subdivisão para o desenvolvimento sustentável
- Aglomerado 16[6].

### Aspectos geológicos
Na região distinguem-se três domínios geológicos pertencentes à Bacia do Rio Parnaíba:
- depósitos colúvio-eluviais: areia, argila, cascalho, laterita;
- formação cabeças: arenito, conglomerado, siltito;
- formação pimenteiras: folhelho, arenito, siltito[7].

### Clima
O município possui um clima tropical semiúmido com estação de inverno seca. Os níveis de pluviométricos do município, que é definido pelo Regime Equatorial Continental, variam em torno dos 1.200 mm, que se distribuem ao longo de cinco meses, sendo o trimestre de janeiro, fevereiro e março  o mais úmido.
| Gráfico climático para Santo Inácio do Piauí | Gráfico climático para Santo Inácio do Piauí | Gráfico climático para Santo Inácio do Piauí | Gráfico climático para Santo Inácio do Piauí | Gráfico climático para Santo Inácio do Piauí | Gráfico climático para Santo Inácio do Piauí | Gráfico climático para Santo Inácio do Piauí | Gráfico climático para Santo Inácio do Piauí | Gráfico climático para Santo Inácio do Piauí | Gráfico climático para Santo Inácio do Piauí | Gráfico climático para Santo Inácio do Piauí | Gráfico climático para Santo Inácio do Piauí |
| -------------------------------------------- | -------------------------------------------- | -------------------------------------------- | -------------------------------------------- | -------------------------------------------- | -------------------------------------------- | -------------------------------------------- | -------------------------------------------- | -------------------------------------------- | -------------------------------------------- | -------------------------------------------- | -------------------------------------------- |
| J                                            | F                                            | M                                            | A                                            | M                                            | J                                            | J                                            | A                                            | S                                            | O                                            | N                                            | D                                            |
| 150 33 24                                    | 133 33 24                                    | 170 33 23                                    | 96 33 24                                     | 33 24                                        | 4 32 23                                      | 1 33 22                                      | 0 34 23                                      | 3 37 25                                      | 21 37 26                                     | 54 37 26                                     | 113 35 26                                    |
| Temperaturas em °C • Precipitações em mm     |                                              |                                              |                                              |                                              |                                              |                                              |                                              |                                              |                                              |                                              |                                              |

Os meses de setembro, outubro e novembro constituem o trimestre mais quente do município, com temperaturas médias em torno dos 37 °C, já as baixas temperaturas costumam ser mais frequentes entre os meses de junho, julho e agosto, onde as temperaturas podem superar os 22 °C.

## Aspectos sociais

### IDH
Dentro do estado do Piauí, o município de Santo Inácio ocupa uma razoável colocação em índice de desenvolvimento humano, tal indicador, que no ano de 1991 marcava 0,270 e em 2000 0,427, evoluiu para 0,613 no censo 2010 e hoje coloca o município entre os municípios de médio desenvolvimento do Brasil.
Constituição do Índice de Desenvolvimento Humano de Santo Inácio do Piauí:
- Educação: 0,546 (baixo)
- Longevidade: 0,776 (alto)
- Renda: 0,543 (baixo)